# Deni Šesnić
Deni Šesnić (Rijeka, 1963.) je slobodni umjetnik; oblikovatelj svjetla, video umjetnik i scenograf.

## Životopis
Dizajn svjetla, video i kazališne projekcije diplomirao je u Amsterdamu na akademiji M.A.P.A. (Moving Academy for Performing Arts). Za istu je predavao u Bukureštu, Bratislavi, Pragu te je kao tehnički direktor vodio M.A.P.A. karavan tour 1998., 2000., 2001., praški festival Četiri plus četiri dana u pokretu, te Light laboratory na pariškom Quadriennalu 1999. 
Autor je više od stotinu predstava u Hrvatskoj i inozemstvu. U Pekingu je s više od 3200 rasvjetnih tijela osvijetlio scenu za najveću svjetsku produkciju Verdijeve Aide, u režiji Krešimira Dolenćiča. U posljednje vrijeme autor je nekoliko scenografija. Za oblikovanje svjetla dobio je mnoga priznanja, među ostalima nagradu Veljko Maričić na festivalu malih scena 2001., nagradu dr. Đuro Rošić, dvije nagrade Marul na Marulićevim danima (2002. i 2006.) te Nagradu hrvatskog glumišta 2004. godine. Član je Udruženja likovnih umjetnika primijenjenih umjetnosti Hrvatske i Hrvatske Glazbene unije.